# Krobia (gmina)
Pour les articles homonymes, voir Krobia.
Krobia est une gmina mixte du powiat de Gostyń, Grande-Pologne, dans le centre-ouest de la Pologne. Son siège est la ville de Krobia, qui se situe à environ 11 kilomètres au sud de Gostyń et 69 km au sud de la capitale régionale Poznań.
La gmina couvre une superficie de 129,59 km2 pour une population de 12 792 habitants en 2006.

## Géographie

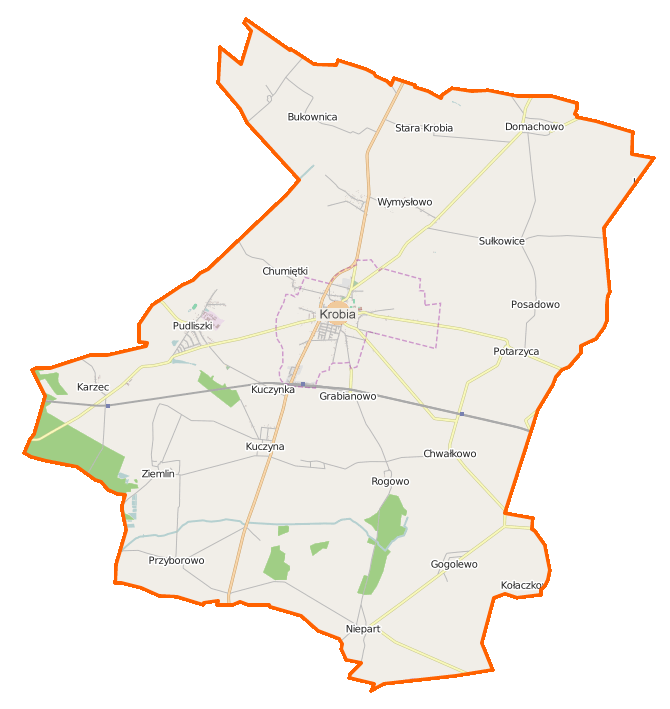
Plan de la gmina.

Outre la ville de Krobia, la gmina inclut les villages et les localités de :
- Bukownica
- Chumiętki
- Chwałkowo
- Ciołkowo
- Domachowo
- Gogolewo
- Grabianowo
- Karzec
- Kuczyna
- Kuczynka
- Niepart
- Pijanowice
- Posadowo
- Potarzyca
- Przyborowo
- Pudliszki
- Rogowo
- Stara Krobia
- Sułkowice
- Wymysłowo
- Ziemlin
- Żychlewo

### Gminy voisines
La gmina de Krobia est bordée des gminy de :
- Gostyń
- Miejska Górka
- Pępowo
- Piaski
- Poniec

## Structure du terrain
D'après les données de 2003 la superficie de la commune de Krobia est de 129,59 km2, répartis comme tel :
- terres agricoles : 87 %
- forêts : 4 %

La commune représente 15,99 % de la superficie du powiat.

## Démographie
Données du 30 juin 2004 :
| Description        | Total  | Total | Femmes | Femmes | Hommes | Hommes |
| ------------------ | ------ | ----- | ------ | ------ | ------ | ------ |
| Unité              | Nombre | %     | Nombre | %      | Nombre | %      |
| population         | 12 801 | 100   | 6 467  | 50,5   | 6 334  | 49,5   |
| Densité (hab./km²) | 98,8   | 98,8  | 49,9   | 49,9   | 48,9   | 48,9   |